# 奧爾巴尼 (德克薩斯州)
奧爾巴尼（英語：Albany）是一個位於美國德克薩斯州沙克爾福德縣的城市。根據2010年美國人口普查，該地共人口2034人，而該地的面積約為3.80平方千米。同時該地也是沙克爾福德縣的縣治。

## 地理
奧爾巴尼的座標為32°43′37″N 99°17′40″W / 32.72694°N 99.29444°W，而該地的平均海拔高度為431米（即1414英尺）。